# Vlkovce
Vlkovce és un poble i municipi d'Eslovàquia. Es troba a la regió de Prešov, al nord del país. El 2022 tenia una població estimada de 482 habitants.
La primera referència escrita a la vila data del 1268.

## Demografia
| Godina             | 1994 | 2004    | 2014   | 2024   |
| ------------------ | ---- | ------- | ------ | ------ |
| Nombre de persones | 383  | 444     | 480    | 494    |
| Diferència         |      | +15,92% | +8,10% | +2,91% |

| Godina             | 2023 | 2024   |
| ------------------ | ---- | ------ |
| Nombre de persones | 494  | 494    |
| Diferència         |      | −1,42% |